# 루피아 반다
루피아 브웨자니 반다(영어: Rupiah Bwezani Banda, 1937년 2월 19일~2022년 3월 11일)는 잠비아의 제4대 대통령이었다. 케네스 카운다 대통령 재임기간 동안, 반다는 중요한 외교직을 거쳤으며 연합국가독립당(UNIP)의 당원으로서 정치 활동을 하였다. 수년 후, 그는 2006년 잠비아 대통령 선거의 재선의 결과에 따라, 2006년 10월에 대통령 레비 무아나와사에 의해 부통령으로 지명되었다. 그는 무아나와사가 2008년 6월에 뇌경색으로 인해 입원한 뒤 무아나와사의 대통령 권한을 임시로 물려받았으며, 2008년 8월에 무아나와사의 죽음으로, 그는 대통령으로 활동하게 되었다. 여당 다당제 민주운동(MMD)의 후보로서, 그는 그가 부정으로 승리했다는 선거 후의 논쟁에도 불구하고 논의의 여지가 있는 2008년 잠비아 대통령 선거에서 근소한 차로 당선되었다.

## 젊은 시절과 외교
반다는 남로디지아 (현재의 짐바브웨) 그완다 미코 마을에서 태어났다. 그의 부모는 그가 태어나기 이전에 직업을 찾기 위해 북로디지아로부터 왔으며, 그의 성년 시절까지 네덜란드 개혁파 지역 교회 설교자(후에 B. R. 나이크)의 후원을 받았다. 그는 1960년 UNIP의 청년당에 가입하면서 정치에 관여하게 되었다. 반다는 1966년 그의 부인인 호프 음완사 마쿨루와 결혼하였으며 그 부부는 세 아들을 두었다. 반다는 또한 이전의 관계로부터 두 아들과 그의 현재 결혼으로부터 형제 쌍둥이를 가졌다.
그는 1960년대 초반 북유럽에서 UNIP의 대표를 역임하였으며,1965년에 이집트 (아랍 연합 공화국) 주재 잠비아 대사로 임명되었다. 그곳에 있는 동안, 그는 UNITA 지도자 조나스 사빔비와 친구가 되었으며, 당시 루사카에 사무실을 열기위하여 UNITA의 허락을 받는 결정은 반다의 영향력 덕분이었다. 반다는 1967년 4월 7일에 미국 대사가 되었다. 그는 약 2년 동안 미국에서 대사로 활동하였으며, 그 후 약 2년 동안 교외 개발 협회의 회장과 그 후 거의 같은 기간 동안 국립 농업 마케팅 위원회의 총괄 관리자로서 재임하기 위하여 잠비아로 돌아왔다. 그는 그 후 국제 연합의 영구 대표로서 임명되었으며, 이 자리에 있는 동안 나미비아의 UN 평의회를 인솔했다. 약 1년 뒤, 그는 잠비아 내각의 외무부 장관으로 임명되었다. 외무부 장관으로서 짧은 기간 동안, 반다는 앙골라에서 정전을 중개하기 위한 임무에 전념하였었다.

## 정치
반다는 1978년에 무날리 선거구에서 국회의원으로 당선되었으며, 1983년에 재선하였다. 1988년 선거에서는 패배하였다. 그는 또한 광업 부장관을 한 차례 했다.
1991년에, 그는 무날리 선거구에서 다당제 민주운동(MMD) 후보 로날드 펜자에 패배했다. 비록 그가 처음에 1996년 선거에서 국회의원 자리에 다시 출마할 작정이었을지라도, 그는 그 선거의 UNIP 보이콧을 지지했었다.
대통령 무아나와사가 2006년 9월에 재선된 후, 그는 새로운 내각과 함께 2006년 10월 9일에 부통령으로 반다를 지명했다. 그는 나중에 그의 임명 후 MMD에 입당하였다.. 반다의 임명은 그 선거에 있어 MMD를 지지한 동쪽 잠비아인들을 보상하는 수단으로서 널리 판단되었다.
2007년 8월에 남부아프리카 개발공동체의 계획된 회담 전에, 반다는 짐바브웨의 대통령 로버트 무가베에 대한 음와나와사의 비난 후에 이웃하는 짐바브웨와의 관계를 향상시키기 위하여 음와나와사에 의해 보내졌다.

## 대통령으로서 활동
음와나와사가 2008년 6월 29일에 이집트에서 아프리카 연합 회담에 참석하는 동안 뇌경색을 일으킨 뒤, 반다는 대통령으로 활동하게 되었다. 그는 그 후에 긍정적인 일들의 연속으로 구해졌지만 음와나와사의 건강에 희미하게 영향을 끼쳤다. 이 소식은 회의론을 널리 퍼지게 했지만, 반다는 그가 "거짓말 할 어떤 이유"도 없다라고 주장했다.
부통령으로서, 반다는 또한 국회에 정부 사업의 지도자로서 활동했다;그러나, 음와나와사의 뇌경색 후, 2008년 8월 5일에 국회가 열렸을 때, 반다는 정부의 의회 사업을 대신 지도하기 위하여 방위 장관으로 조지 음폼보를 임명했다.
음와나와사는 결코 회복하지 못했으며 2008년 8월 19일에 파리에서 병원 생활을 하는 동안 죽었다. "막대한 비탄과 깊은 슬픔"을 표명한, 반다는 그의 죽음을 잠비아에 발표했으며 7일간의 국장을 선언하면서, "평온을 유지하고 품위있게 우리의 대통령을 애도하자"라고 잠비아인들에게 촉구했다. 반다는 공식적으로 헌법에 따라 음와나와사의 죽음 90일 내에 치러질 새로운 대통령 선거 전에 대통령 직을 인수했다.
반다는 2008년 8월 26일에 MMD의 후보로서 입후보하기 위해 지원서를 제출했다. 같은 날에, 동쪽주에 있는 MMD는 반다의 후보 지지를 표명하였다. MMD 국가 중역 위원회는 9월 5일에 당의 대통령 후보로서 반다를 지명했다. 그는 승리할 것으로 널리 예상되었으며, 재정부 장관 응간두 마간데의 11표에 비해 47표를 받았다. 이 때에, 반다는 "당과 전국을 통합"하고 "시행중인 음와나와사의 프로그램을 지속"할 것을 약속했다.
대통령 선거는 10월 30일에 열렸다. 처음 결과는 반다의 주 도전자, 애국 전선 (PF)의 마이클 사타가 앞서나갔지만, 교외 지역에 투표가 집계됨에 따라, 반다는 점차 차이를 좁혔고 사타를 극적으로 따라잡았다. 11월 2일에 마지막 결과는 사타의 38%에 반하는 전체 40%를 보여주었다. 반다는 같은 날 주의회 의사당에서 선서하면서, 하나로 뭉칠것을 요구하는 연설을 하였다. PF는 사기 혐의를 주장했으며 반다의 승리를 인정하지 않았으며, 사타의 지지자들은 루사카와 키트웨에서 폭동을 일으켰다.
2009년 중반에, MMD 국가 중역 위원회는 2011년 잠비아 대통령선거를 위한 당의 후보로서 반다를 선택했다. 상당수가 이것을 비판하면서, 그 지명 절차가 다른 후보들에게 공개되어야만 한다고 주장했다.;방위 장관, 음폼보는 비민주적인 절차를 비난하면서 2009년 7월에 그의 장관직을 사임했다.
2009년 기자 회견 동안 한 원숭이가 반다에게 오줌을 누웠다. 반다는 "너 [원숭이]는 나의 자켓에 오줌을 누웠으며, 나는 점심용으로 사타씨에게 이것 [원숭이]를 줄 것이다"라고 응답했다.

## 역대 선거 결과
| 선거명      | 직책명        | 대수 | 정당               | 득표율 | 득표수    | 결과 | 당락 |
| ----------- | ------------- | ---- | ------------------ | ------ | --------- | ---- | ---- |
| 2008년 선거 | 잠비아 대통령 | 4대  | 다당제민주주의운동 | 40.63% | 718,359표 | 1위  |      |
| 2011년 선거 | 잠비아 대통령 | 5대  | 다당제민주주의운동 | 36.15% | 987,866표 | 2위  | 낙선 |